# Manfred Zeiner
Manfred Zeiner (* 26. Februar 1921 in Göttelborn; † 12. März 2005 ebenda) war ein deutscher Politiker (SPD). Er war unter anderem Bürgermeister von Göttelborn und Mitglied des Landtags im Saarland.

## Ausbildung und Beruf
Zeiner besuchte das Realgymnasium in Neunkirchen. Nach seinem Schulabgang entschied sich Zeiner als 15-Jähriger 1936 dazu, zur Handelsmarine (Hapag) zu gehen. Bei Kriegsausbruch wurde er am 1. September 1939 gefangen genommen und zunächst in Ostindien (von 1939 bis 1942), danach in Kanada (von 1942 bis 1946) interniert. Nach seiner Rückkehr im Jahr 1946 war er zunächst landwirtschaftlich tätig und arbeitete von 1947 bis 1967 als Bergmann (unter Tage in den Gruben Göttelborn und Camphausen). Von 1957 bis 1972 gehörte er dem Betriebsrat der Grube Göttelborn an.

## Partei
1952 trat Zeiner der damals noch verbotenen SPD bei und arbeitete mit zwei weiteren Sozialdemokraten bis zum Anschluss des Saarlandes an die Bundesrepublik Deutschland in der Illegalität. Nachdem die Parteien im Saarland wieder offiziell erlaubt waren, wurde er am 1. Oktober 1955 zum Ortsvereinsvorsitzenden der SPD Göttelborn gewählt und blieb es bis 14. Januar 1978. Einige Jahre später wurde er zum Ehrenvorsitzenden des SPD-Ortsvereines Göttelborn ernannt.
Von 1955 bis 1967 gehörte er dem Vorstand des SPD-Unterbezirkes Sulzbach an, dessen stellvertretender Vorsitzender er von 1967 bis 1969 war. Von 1974 bis 1976 war er außerdem stellvertretender Vorsitzender des SPD-Gemeindeverbandes Quierschied. Zeiner lebte in Quierschied-Göttelborn.
Von 1956 bis 1973 gehörte er der Göttelborner SPD-Gemeinderatsfraktion an, deren Vorsitzender er zwischen 1956 und 1963 war.

## Öffentliche Ämter
Im Jahr 1958 wurde Zeiner Mitglied des Gemeinderat von Göttelborn. Am 13. September 1963 wurde er mit 8 zu 7 Stimmen vom Göttelborner Gemeinderat zum Bürgermeister der damals noch selbstständigen Gemeinde Göttelborn gewählt und wurde gleichzeitig Mitglied im Amtsrat Quierschied. Bis 1973 blieb er Bürgermeister und nachdem Göttelborn im Zuge der Gebietsreform 1974 der Gemeinde Quierschied angegliedert wurde, wurde Zeiner am 5. Mai 1974 vom Ortsrat zum Ortsvorsteher des Ortes Göttelborn gewählt. Von 1960 bis 1975 gehörte er außerdem dem saarländischen Landtag an.

## Sonstiges
Von 1967 bis 1974 war er Vorsitzender des Turnvereins Göttelborn. Zeiner war darüber hinaus 1964 Gründungsmitglied des Karnevalsvereins „Von der Höh“ Göttelborn.
Manfred Zeiners Sohn Peter ist ebenfalls Mitglied in der SPD und war von 1994 bis 1999 stellvertretender Ortsvorsteher von Göttelborn.

## Ehrungen
- 20. Dezember 1974: Bundesverdienstkreuz am Bande[2]
- 10. Juli 1975: Saarländischer Verdienstorden[6]
- 11. April 2016: Einweihung der Manfred-Zeiner-Straße in Göttelborn.[7]